# محمد المورالي
محمد المورالي (3 أكتوبر 1932 - 13 أكتوبر 2024)، هو ممثل تونسي. ممثل كوميدي اشتهر في ستينات وسبعينات من القرن العشرين، اشتهر محمد المورالي في مجال الغناء الفكاهي، وكان أحد أبرز المونولوجيست في تونس. من أول أعماله المشاركة في مسرحية (الغيرة تذهب الشيرة) عام 1956.
توفي يوم الأحد 13 أكتوبر 2024 عن عمر يناهو 92 سنة.

## حياته
ولد محمد المورالي في 3 أكتوبر 1932 بمدينة حمام الأنف جنوب شرقي العاصمة تونس، زاول تعليمه بالمدرسة الإبتدائية بالحلفاوين، ثم التحق بمدرسة الصنائع واختص في النقش على النحاس، غير أنّ ولعه بالتمثيل دفعه إلى الإنخراط في العمل الفني قبل بلوغه سن العشرين. التحق بفرقة بلدية تونس للتمثيل بإدارة المرحوم عبد العزيز العقربي عام 1959 وعمل بها لسنوات عديدة ولم يغادرها إلا عندما تولى المنصف السويسي إدارة الفرقة. انطلقت مسيرته في عالم الفن والتمثيل عام 1950 وكانت أول أعماله المشاركة في مسرحية (الغيرة تذهب الشيرة) عام 1956.

## من أعماله

### أفلام
- يا سلطان المدينة (فيلم) (1992).
- باب الفلة (فيلم) (2011).
- علامة X (فيلم)]] (2006).

### مسلسلات
- عطر الغضب (مسلسل) (2002).
- عشقة وحكايات (مسلسل) (1998).

### مسرح
- الماريشال (مسرحية تونسية) (1967).
- الغيرة تذهب الشيرة (مسرحية تونسية) (1956).

### الغناء
في رصيده مجموعة من الأغاني المتميزة بطابعها النقدي منها “الدجال” و”يا جماعة عندي طزينة” و”دايا من همّ الصبيان”. لكن تبقى أغنيته «اقرأ واحفظ” وهي الأغنية التي صنعت شهرة محمد المورالي (وأغلب هذه الأغاني من تلحين صالح المهدي) كما قدّم أول عمل كوميدي تلفزي في افتتاح التلفزة التونسية وهو عمل بعنوان “البخت”.

## وصلات خارجية
- صفحته على IMDB